# Пиво од ђумбира
Традиционално пиво од ђумбира је заслађено и газирано, обично безалкохолно пиће. Историјски је произведено природном ферментацијом припремљене смеше од ђумбира, квасца и шећера.
Садашња пива од ђумбира се често производе, а не кувају, са адитивима за укус и боју, са вештачком карбонизацијом. 
Кувано пиво од ђумбира настало је у Јоркширу у Енглеској средином 18. века, било је популарно у Британији и њеним колонијама од 18. века. Други зачини су додавани на различите начине, а било какав садржај алкохола је био ограничен на 2% законима о акцизама из 1855. Неколико пивара је задржало алкохолни производ.
Пиво од ђумбира се и даље производи код куће помоћу симбиотске колоније квасца и лактобацила (бактерије) познате као „биљка пива од ђумбира“ или од стартера „ђумбира“ створеног ферментацијом ђумбира, шећера и воде.

## Историја
Кувано пиво од ђумбира настало је у Јоркширу у Енглеској средином 18. века и постало је популарно широм Британије, Сједињених Држава, Ирске, Јужне Африке и Канаде, достижући врхунац популарности почетком 20. века.

## Производња

### Алкохолно пиво од ђумбира
Кувано пиво од ђумбира потиче из Велике Британије, али се продаје широм света. Обично се означава као "алкохолно пиво од ђумбира" да би се разликовало од познатијих комерцијалних пива од ђумбира, које се често не кувају користећи ферментацију, већ се газирају угљен-диоксидом под притиском, иако се традиционално безалкохолно пиво од ђумбира такође може производити кувањем.

#### Основа или "Биљка пива од ђумбира"
"Биљка пива од ђумбира", облик стартера за ферментацију, користи се за стварање процеса ферментације. Пиво од ђумбира је Хари Маршал Ворд дефинисао као „напитак који садржи симбиотску мешавину квасца и бактерија, и који садржи довољне количине азотних органских материја и шећера од репе или шећера од шећерне трске у свом воденом раствору“. Ову "биљку" је први описао Вард 1892. године, из узорака које је примио 1887.
Такође познато као „пчелиње вино“, „палестинске пчеле“, „калифорнијске пчеле“ и „балсам Гилеада“, није биљка већ сложени организам који се састоји од квасца Saccharomyces florentinus (раније S. pyriformis) и бактерија Lactobacillus hilgardii (раније Brevibacterium vermiforme), који чине симбиотску културу бактерија и квасца. Формира желатинозну супстанцу која му омогућава да се лако преноси са једног супстрата за ферментацију на други, слично као зрна кефира, комбухе и тибикоса. Оригинално пиво од ђумбира се кува тако што се вода, шећер, ђумбир, опциони састојци као што су лимунов сок и калијум битартрат, и "биљка за пиво од ђумбира" ферментирају неколико дана, претварају део шећера у алкохол. Ова "биљка" се може добити из неколико комерцијалних извора. Отприлике до 2008. лабораторијски квалитет "биљке" био је доступан само у банци квасца Deutsche Sammlung von Mikroorganismen und Zellkulturen у Немачкој (каталошки број ДМС 2484), али ставка више није на листи. Национална збирка култура квасца (National Collection of Yeast Cultures) имала је стари узорак „пчелињег вина“, али садашње особље га не користи, а банка није у могућности да га испоручи из безбедносних разлога, пошто је тачан састав узорка непознат.
У Великој Британији, порекло оригиналне "биљке ђумбировог пива" није познато. Када је серија пива од ђумбира направљена коришћењем неке "биљке" пива од ђумбира, остатак сличан желеу је такође флаширан и постао је нова "биљка". Нешто од ове "биљке" је задржано за прављење следеће партије ђумбировог пива, а нешто је дато пријатељима и породици, тако да се "биљка" преносила кроз генерације. Према Вордовим истраживањима и експериментима, направио је своје пиво од ђумбира од нове "биљке" коју је направио, и претпоставио је, али није доказао, да је "биљка" настала од загађивача пронађених на сировинама, при чему квасац долази из сировог смеђег шећера и бактерија које потичу из корена ђумбира.

#### Квасац стартер
Алтернативни метод за подстицање ферментације је употреба стартера за пиво од ђумбира, који се често назива "ђумбир буба", који се може направити ферментацијом мешавине воде, пивског или пекарског квасца, ђумбира и шећера. Ово се чува недељу дана или дуже, уз редовно додавање шећера, нпр. дневно, да би се повећао садржај алкохола. Може се додати и више ђумбира. Када се заврши, ова концентрована мешавина се процеди, разблажи водом и лимуновим соком и флашира. Ово је процес који користе неки комерцијални произвођачи пива од ђумбира. Наводи се да пиво од ђумбира направљено од стартера на бази квасца нема исти укус или осећај у устима као оно направљено од "биљке пива од ђумбира". Готово потпуни губитак "биљке пива од ђумбира" вероватно је последица смањења домаће производње пива и повећане комерцијалне производње пива од ђумбира у касним 1800-им и почетком 1900-их. Велике пиваре су фаворизовале употребу квасца, који се користи у конвенционалном прављењу пива, због лакоће производње.

### Безалкохолно пиво од ђумбира
Безалкохолно пиво од ђумбира је обично врста газираног безалкохолног пића са укусом ђумбира.
Међутим, нека безалкохолна пива од ђумбира се праве кувањем, након чега следи загревање како би се садржај алкохола смањио на испод 0,5% запреминског алкохола, испод чега су пића законски класификована као „безалкохолна“ у многим јурисдикцијама.

## Мешана пића
Безалкохолно пиће од ђумбировог пива може се помешати са пивом (обично нека врста британског пива) да би се направила једна врста шандија или са тамним румом да би се направило пиће, пореклом са Бермуда, које се зове Dark 'n' stormy. То је главни састојак коктела Moscow mule, иако се але од ђумбира може употребити када пиво од ђумбира није доступно.